# 李大为 (导演)
李大爲（1970年7月29日—2018年4月10日）是中國大陸電視電影導演，

## 生平
北京人。1995年於北京電影學院畢業。因其2003年電視劇《金粉世家》，贏得第三屆中國電視藝術雙十佳稱號，並捧红陳坤、董潔和劉亦菲三位演員。2009年因導演電影《走着瞧》獲得中國電影金雞獎導演處女作獎。
2018年4月10日晚，李大爲因膽管細胞癌在北京清華長庚醫院去世，終年47歲。

## 外部連接
- 李大为的新浪微博